# Reipersecutoriedad
Reipersecutoriedad (lat. ius persequendi) es una facultad restitutoria, privilegiada e inmediata, de la que gozan los titulares de los derechos reales, sobre los bienes objeto de los mismos, que les permite exigir el uso o el disfrute, que el derecho real comporte como carácter jurídico natural propio, cualquiera que fuera el poseedor y allí donde estuvieran los bienes.
La reipersecutoriedad sobre el objeto de los derechos reales inscritos en el Registro de la propiedad se basa en el principio de legitimidad que complementa a dichos derechos, una vez han sido inscriptos, y que les dota de acciones judiciales sumarias y expeditivas, amparadas en la información que el Registro certifica, la cual conlleva el poder de alegar útiles y eficaces presunciones jurídicas por virtud de las cuales, aquel que se oponga a las pretensiones restitutorias del titular del derecho real, viene obligado a sufrir toda la carga de la prueba. Entre estas acciones expeditivas especiales destaca la llamada acción reivindicatoria.
Los mecanismos jurídicos de la reipersecutoriedad operan por lo general cuando los bienes han salido indebidamente del patrimonio del titular, aunque también pueden usarse cuando el sujeto fuera inquietado en el disfrute de sus bienes.

## Ejemplos
Son ejemplos de derechos reales amparados por el poder de la reipersecutoriedad, entre otros, los siguientes:
- Propiedad
- Hipoteca
  - Hipoteca inmobiliaria
  - Hipoteca de máximo
  - Hipoteca condicional
  - Hipoteca recarga
  - Hipoteca omnibus
  - Hipoteca flotante
  - Hipoteca del derecho al aprovechamiento urbanístico
- Prenda
- Derecho de superficie
- Usufructo